# Bestia, która wykrzyczała miłość w sercu świata
Bestia, która wykrzyczała miłość w sercu świata – krótkie opowiadanie fantastycznonaukowe autorstwa Harlana Ellisona, napisane w 1968. Zwycięzca Nagrody Hugo za najlepszą miniaturę literacką w 1969. Na język polski przetłumaczone przez Jacka Manickiego, opublikowane w antologii Ptak śmierci (2002) przez Wydawnictwo Solaris.

## Wydania
Po raz pierwszy opublikowane w Galaxy Science Fiction (wydanie z czerwca 1968). Następnie pojawiło się w zbiorze opowiadań Harlana Ellisona Bestia, która wykrzyczała miłość w sercu świata (1969) jako utwór tytułowy. Wydane także w zbiorach Dark Stars (pod redakcją Roberta Silverberga, 1969) i The Hugo Winners: Volumes One and Two (pod reakcją Isaaca Asimova, 1971) oraz w Edgeworks 4 samego Ellisona (1997).

## Fabuła
Opowiadanie składa się z kilku powiązanych wątków. Zaczyna się od poczynań Williama Steroga, mężczyzny, który, pozornie zachowując się zrównoważenie, w trzech atakach zabija kilkaset osób. W kolejnym wątku opisana jest ekspedycja na nowo odkrytą planetę, która natyka się na 37-stopowy pomnik Steroga. W trzecim pochwycony i „wydrenowany” zostaje oszalały siedmiogłowy smok; następnie wynalazca drenażu, który przeprowadził zabieg, Semph, dyskutuje na temat jego etyczności z przyjacielem. W przedostatnim opowiedziana jest historia najazdu Attyli na Italię w 452 roku. Dopiero na końcu czytelnik dowiaduje się, że istoty z przyszłości „drenowały” i zrzucały szaleństwo w przeszłość, do świata zwykłych ludzi.

## Styl
Według Ellisona opowiadanie miało być eksperymentem. Wydarzenia nie są ułożone chronologicznie; ich układ jest taki, jakby następowały na obręczy koła, łącząc się w jego centrum. W efekcie tego struktura utworu jest ciężka w analizie i ma sens tylko jako całość.

## Odbiór
Opowiadanie nazwano „fenomenalnie efektywną medytacją na temat natury zła”. Ellison „snuje porywającą magię” pomimo nieobiecującej ekspozycji. Uznawane za jedno z opowiadań, które zasygnalizowało rozwój Ellisona w rozważnego i dojrzałego twórcę fantastyki i potwierdziło jego reputację pisarza innowacyjnego.

## Nawiązania
- tytuł 26 odcinka serialu anime Neon Genesis Evangelion brzmi Bestia, która wykrzyczała „Ja” w sercu świata[12],
- Roy Thomas, scenarzysta numeru 140 komiksu Incredible Hulk (1962), nadał mu tytuł The Brute that Shouted Love at the Heart of the Atom[13][14].